# Poecilomorpha delagoensis
Poecilomorpha delagoensis es una especie de coleóptero de la familia Megalopodidae.

## Distribución geográfica
Habita en Bahía Delagoa (Mozambique).